# ضرعاء عملاقة
ضرعاء عملاقة (الاسم العلمي:Mammillaria gigantea) هي نوع نباتي يتبع جنس الضرعاء من فصيلة الصبارية.